# 紐波特 (俄勒岡州)
紐波特（英語：Newport）是美國俄勒岡州林肯縣的縣治和最大城市，位於該州西部，該州首府塞勒姆以西55英里，面積10.59平方英里，建市於1882年，海拔高度134英尺，2010年人口9,989人。
紐波特於1952年成為林肯縣的縣治。